# Murina huttoni
Espèce
Statut de conservation UICN

 LC  : Préoccupation mineure
Murina huttoni est une espèce de chauve-souris de la famille des Vespertilionidae.

## Liste des sous-espèces
Selon Catalogue of Life (20 mars 2019) :
- sous-espèce Murina huttonii huttonii (Peters, 1872)
- sous-espèce Murina huttonii rubella Thomas, 1914